# Sumire Kikuchi
Sumire Kikuchi (Japans: 菊池 純礼, Kikuchi Sumire) (Minamiaiki (Prefectuur Nagano), 15 januari 1996) is een Japanse shorttrack- en langebaanschaatsster. Als shorttrackster nam Kikuchi deel aan de Olympisch Winterspelen van 2018 en 2022. Haar beste individuele prestatie was plek 8 op de 1500m in Peking in 2022. Na deze Winterspelen stapte Kikuchi internationaal over naar het langebaanschaatsen. 

## Records op de langebaan

### Persoonlijke records
| Afstand    | Tijd    | Datum            | Baan    |
| ---------- | ------- | ---------------- | ------- |
| 500 meter  | 39,12   | 23 oktober 2020  | Nagano  |
| 1000 meter | 1.15,60 | 11 december 2022 | Calgary |
| 1500 meter | 1.57,25 | 10 december 2022 | Calgary |
| 3000 meter | 4.19,43 | 26 december 2019 | Nagano  |
| 5000 meter | 7.34,65 | 27 december 2019 | Nagano  |

(laatst bijgewerkt: 15 maart 2023)

## Resultaten op de langebaan
| Jaar | WK Afstanden                   |
| ---- | ------------------------------ |
| 2023 | 12e massastart · achtervolging |
| 2024 | 16e 1500m 13e massastart       |